# Strychnos guianensis
Espèce
Classification APG II (2003)
Synonymes
- Lasiostoma divaricatum (A. De Candolle) Meyer
- Caniram rouhamon Cuvier
- Rouhamon Curare TIC.

Selon Tropicos (23 février 2022) :
- Lasiostoma cirrhosa C.L. Willdenow
- Lasiostoma curare Kunth
- Lasiostoma divaricata G. Mey.
- Lasiostoma rouhamon J.F. Gmelin
- Rouhamon divaricatum A. De Candolle
- Rouhamon guianensis J.B. Aublet - Basionyme
- Rouhamon guianensis var. ecirrhosum DC.
- Strychnos calantha Gilg ex Ule
- Strychnos curare (Kunth) Benth.
- Strychnos geoffraeana Baill.
- Strychnos guianensis var. trichina J.F. Macbr.
- Strychnos lanceolata Spruce ex Benth.
- Strychnos manaoensis Barb. Rodr.
- Strychnos oblonga Gilg
- Strychnos papilosa Barb. Rodr.
- Strychnos rivularia Barb. Rodr.
- Strychnos rouhamon Bentham
- Toxicaria americana Schreber

Strychnos guianensis (J.B. Aublet) Martius est une espèce de plantes à fleurs du genre Strychnos et de la famille des Loganiaceae (famille du vomiquier).
Il s'agit d'une des espèces servant à la fabrication du curare chez des populations amazoniennes.

Aublet avait initialement donnée pour nom à cet arbuste le nom Galibi Rouhamon, que Schreber remplaça par Lasiostoma (signifiant « bouche velue » en grec). 
Jussieu a réuni le  genre Rouhamon au genre Caniram[réf. nécessaire].

En Guyane, il est connu sous les noms de Curare (Français), Wɨlali, Lali (Wayãpi), Ihip iβatye (Palikur), Ulalimö (Wayana), Urari (Portugais), Rouhabamon (kali'na, Karib).
Ailleurs, on emploie les noms de Urali, Duru duru, Anzuelo casha.

## Description
Strychnos guianensis est une liane ligneuse ou un arbuste grimpant (forme plutôt juvénile), à branches cylindriques, velues de poils de couleur rouille. Les rameaux opposés, sont terminés par une vrille simple 
Les nœuds foliaires, portent des lignes interpétiolaires avec des bourgeons axillaires dressés ou ascendants, pubescents, parfois peu denses, avec des trichomes longs de 0,5 à 2 mm.
Les feuilles sont simples opposées, coriaces, entières, de forme ovale à oblongue, et légèrement acuminées, longues de 5 cm pour 2-2,5 cm de large.
Le pétiole mesure ± 5 mm. 
La face supérieure du limbe est clairsemée à manifestement pubescente sur toute la surface, avec des trichomes dressés-ascendants ou incurvés.
La face inférieure des limbe est densément poilue ferrugineuse-barbée à l'aisselle interne des nervures principales.
La nervure médiane et les deux paires de nervures secondaires sont très saillantes en dessous.
La première paire de nervure secondaire débute à la base de la nervure médiane, s'amenuisant à environ la moitié de la longueur de la feuille.
La seconde paire de nervure secondaire part environ 0,5 cm plus haut, est arquées et s'amenuise près du sommet.
On observe des crochets fins et claviformes, souvent plus ou moins enroulés à leur sommet (longs d'environ 5 cm) à l'aisselle de certaines feuilles.
L'inflorescence est une cyme ou un corymbes court, axillaire, compact, peu fourni, presque sessiles, latérale à l'aisselle de la feuille, avec des rameaux et bractées fortement hirsutes.
Le calice porte des lobes aigus, de forme ovale-oblongue, glabrescents, mais frangés au bord par de petits poils longs d'environ 1,5 mm. 
La corolle en entonnoir quadrifide, est de couleur blanche, avec un tube long d'environ 1,5-5 mm, et des lobes d'environ 5-6 mm, glabrescent à l'extérieur, papilleux au sommet à l'intérieur, et à poils laineux dans la gorge.
Les étamines sont exsertes, longues de ± 3 mm. 
Le style est exsert, tronqué, et long d'environ 7 mm.
Le fruit est une baie jaune à orange, d'environ 1,5 cm de diamètre, et contenant deux graines,.

## Répartition
Strychnos guianensis est une espèce de Strychnos parmi les plus répandues en Amérique du Sud : on le rencontre de la Colombie au Brésil, en passant par le Venezuela, le Guyana, le Suriname, la Guyane, l'Équateur, le Pérou amazonien, la Bolivie,.

## Écologie
Strychnos guianensis pousse au Venezuela dans les forêts riveraines, les forêts sempervirentes de basse altitude, et dans la lisière des marécages à palmiers bâche, autour de 50–1 000 m d'altitude. Il croît aux bords des cours d'eau en Guyane.  

## Usage
Strychnos guianensis est largement utilisé pour la fabrication de curare comme poison de chasse, notamment en Guyane chez les Tiriyó, et les Wayãpi. D'autres populations amérindiennes de l'Est du plateau des Guyanes (Wayana, Apalai, Émerillon, voire le Kali'na) l'utilisaient mais ne savaient pas le fabriquer.

## Composition chimique
En plus des composants déjà connus de l'écorce des Strychnos guianensis (C-alcaloïde O, fluorocurine, mavacurine, macusine B et C-profluorocurine,,,,,,), de nouveaux alcaloïdes ont été découverts en 2001 : le 9-methoxy-Nb-methylgeissoschizol, 5′,6′-dehydroguiachrysine et 5′,6′-dehydroguiaflavine, guiaflavine, guiachrysine.
Ces alcaloïdes présentent des effets antagonistes aux récepteurs nicotiniques et à acétylcholine humains.
Strychnos guianensis contient aussi des lignanes.

## Protologue

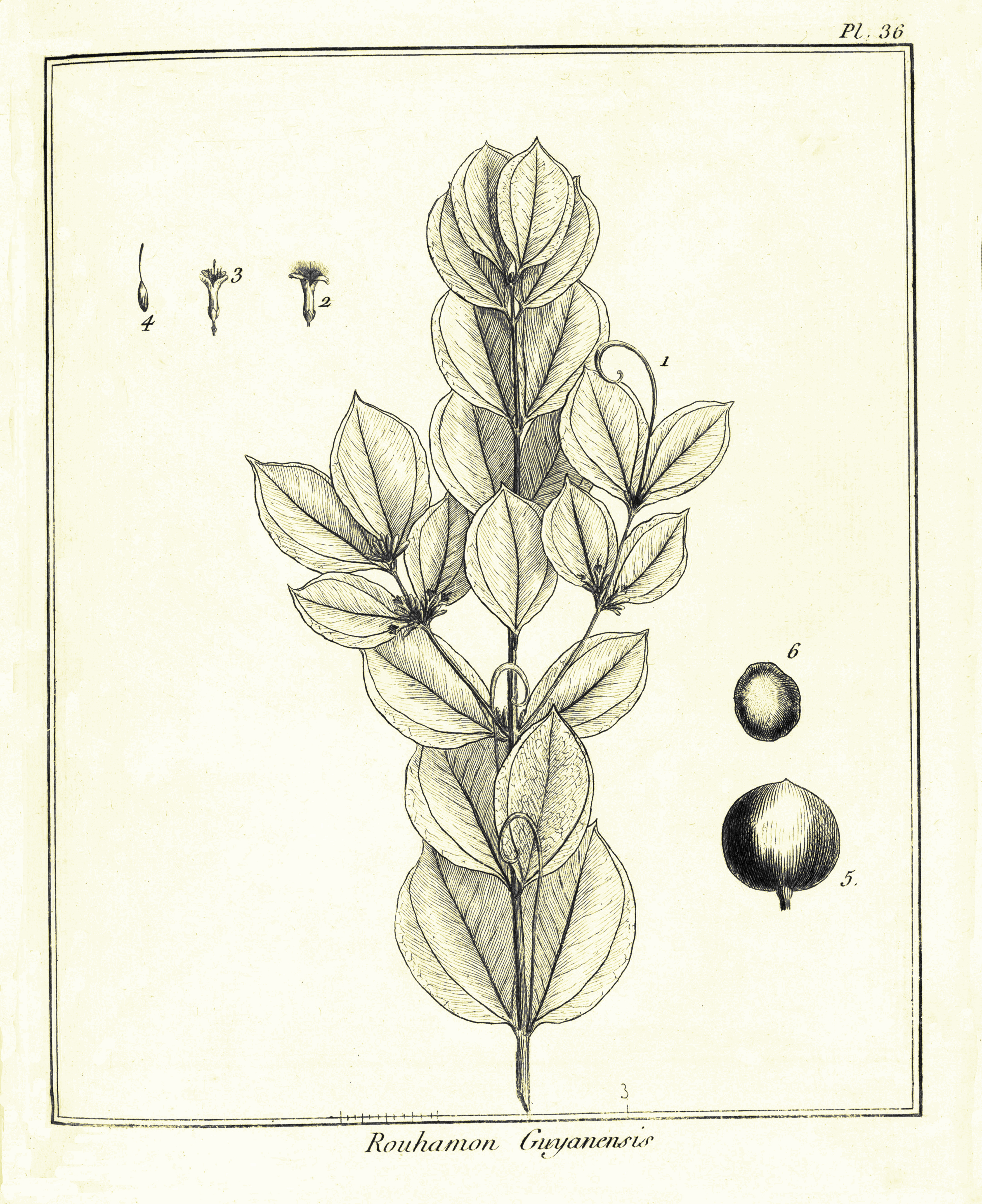
Strychnos guianensis par Aublet (1775)
Planche 36 : On a groſſi les parties de la fleur. Le fruit eſt de groſſeur naturelle. - 1. Vrille. - 2. Fleur épanouie. - 3. Fleur a demi épanouie. - 4. Ovaire. Style. Stigmate. - 5. Capſule. - 6. Graine.

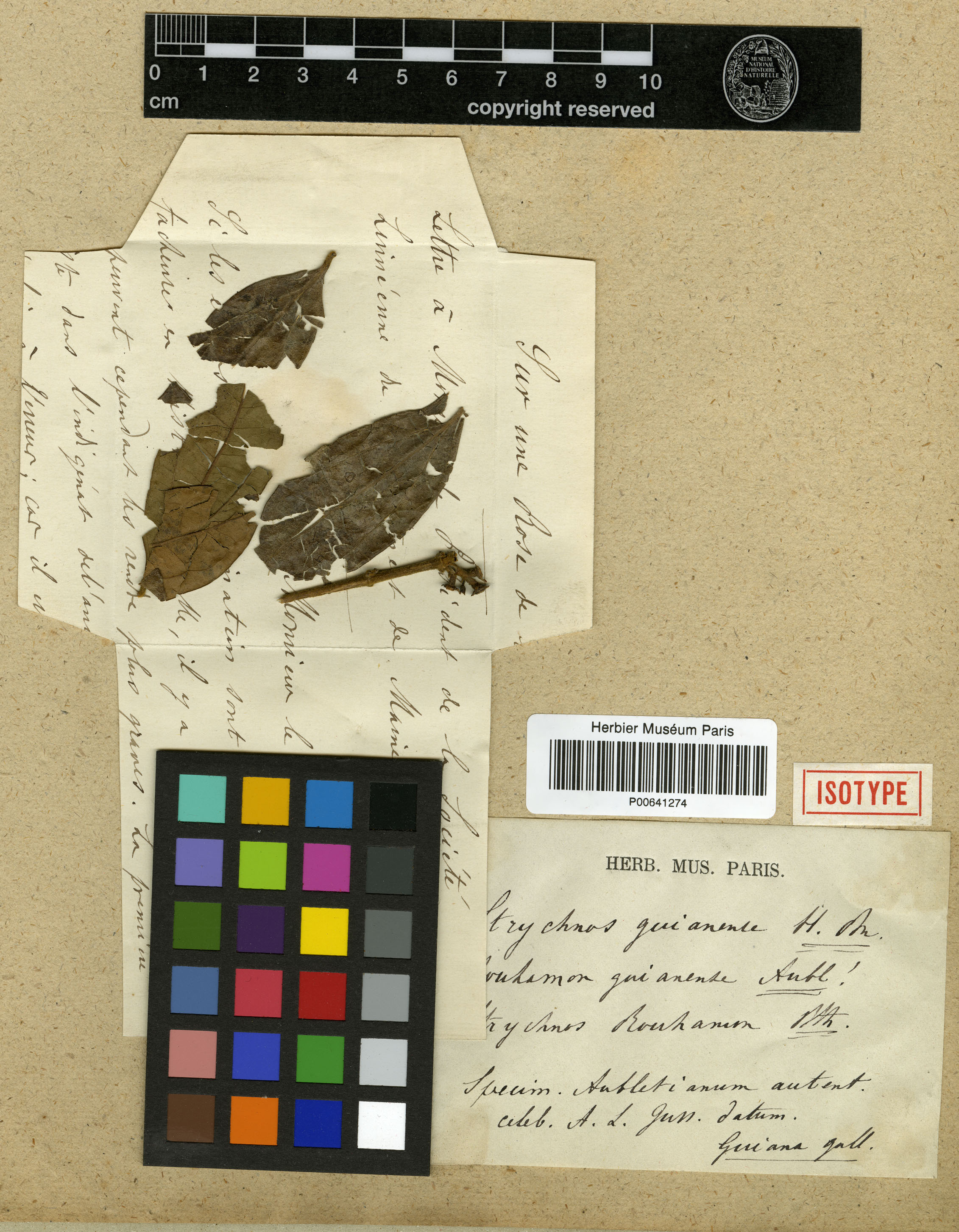
échantillon isotype de Strychnos guianensis collecté par Aublet en Guyane

En 1775, le botaniste Aublet propose le protologue suivant : 

« ROUHAMON Guianenſis. (Tabula 36.)
Frutex trunco ſeptem, vel octo-pedali, ramos plures oppoſitos, nodoſos, longiſſimos, ſuprà arbore ſparſos emittente. Folia oppoſita, ſubſeſſilia, ſupernè pallide-virentia, infernè ſubcinerea, trinervia, ſubrotunda, acuta, integerrima. Flores corymboſi. Corymbis ſubſeſſilibus, axillaribus, oppoſitis. Corolla alba. Capsula flaveſcens. Ex axilla folii per intervalla quandóque cirrhus erigitur oblongus, rectus, versùs apicem incurvus, & incraſſatus, cujus ope ramulculis hujus, & aliorum arborum ſæpiùs adhæret.
Florebat, & fructum ferebat Octobri & Novembri.
Nomen Caribæum ROUHAHAMON.
Habitat ad ripas fluvii Sinemarienſis, quadraginta milliaribus à littore maris.
Varietas reperitur, cirthis deſtituta ; foliis majoribus, glabris, floribus, & fructibus minoribus.

LE ROUHAMON de la Guiane. (PLANCHE 36.)
Cet arbrisseau pouſſe de ſa racine un tronc de ſept a huit pieds de hauteur ſur ſix à ſept pouces de diamètre. Son écorce eſt griſâtre, inégale & raboteuſe. Son bois eſt blanchâtre : à meſure qu'il ſe prolonge, il jette des branches, & des rameaux oppoſés, couverts d'un duvet rouſſâtre, de même que le pédicule des feuilles. Ces branches s'étendent & ſe répandent ſur les arbres voiſins. Les rameaux ſont noueux, & portent a chaque nœud deux feuilles oppoſées: elles ſont entières, liſſes, ovales, terminées en pointe, marquées en deſſous de trois nervures ſaillantes. Leur couleur eſt d'un verd pale. Leur pédicule eſt très court. Les plus grandes ont deux pouces de longueur, ſur un pouce quatre lignes de largeur. 
Les fleurs naiſſent par petits bouquets à l'aiſſelle des feuilles : elles ſont portées ſur un petit pédoncule qui a deux écailles à. ſa naiſſance. Les fleurs ſont deux à deux, oppoſées, & preſque ſeſſiles : elles ſortent chacune de l'aiſſelle d'une petite écaille. 
Le calice eſt d'une ſeule pièce, diviſé profondément en quatre parties aiguës: il eſt garni à ſa baſe, de deux écailles. 
La corolle eſt monopétale. C'eſt un tube blanc, qui ſe partage a ſon ſommet en quatre lobes aigus, couverts de poils blancs: il eſt attaché au deſſous de l'ovaire. 
Les étamines ſont quatre, placées ſur la paroi interne, au deſſous des diviſions de la corolle. Leur filet eſt grêle, garni à ſa baſe de poils blancs. L'anthère eſt oblongue, jaune & a deux bourſes. 
Le piſtil eſt un ovaire ovoïde, ſurmonté d'un style termine par un stigmate verd & obtus. 
L'ovaire devient une capsule jaune, caſſante; elle n'a qu'une loge qui renferme deux graines arrondies, convexes d'un côte, & applaties de l'autre. 
De l'aiſſelle des feuilles, il part de diſtance en diſtance une vrille ſimple, longue de deux pouces & demi, recourbe en forme de croſſe a ſon ſommet, ou elle devient plus épaiſſe. C'eſt par le moyen de ces vrilles que les branches & les rameaux ſe ſoutiennent ſur les arbres voiſins. 
Cet arbriſſeau eſt nommé ROUHAHAMON par les Galibis. 
II eſt en fleur & en fruit dans le mois d'Octobre & de Novembre. 
II croît ſur les bords de la rivière de Sinémari, à quarante lieues & ſon embouchure. 
On a groſſi les parties de la fleur. Le fruit eſt de groſſeur naturelle. 
On trouvé une variété de cet arbriſſeau qui diffère par ſes branches, & ſes rameaux qui ſont liſſes ; par ſes feuilles vertes, & plus grand est par ſes fleurs, & ſes fruits plus petits. Elle n'a point de crochet. Les branches ſont droites, & forment un buiſſon. Cette variété croît dans le même lieu & porte le même nom. »

— Fusée-Aublet, 1775.